# SNCV Groupe de Dixmude
Le groupe de Dixmude de la Société nationale des chemins de fer vicinaux (SNCV) était l'un des réseaux de tramway de la SNCV dans la province de Flandre-Occidentale.

## Lignes
Il ne comprenait que des lignes non électrifiées :
- 331 Hooglede - Tielt ;
- 351 Ostende - Dixmude ;
- 352 Dixmude - Woumen ;
- 353 Veurne - Poperinge ;
- 356 Roulers - Langemark ;
- 357 Poperinge - Dixmude ;
- 360 Veurne - Ypres ;
- 361 Ypres - Steenwerck / Warneton.